# HD243395
HD243395 є хімічно пекулярною зорею спектрального класу
A0 й має видиму зоряну величину в смузі V приблизно 10,0.

## Пекулярний хімічний вміст
Зоряна атмосфера HD243395 має підвищений вміст 
Si
.